# Mistrovství Evropy v ledním hokeji 1923
8. Mistrovství Evropy v ledním hokeji se konalo od 7. do 11. března v Antverpách v Belgii. Hrálo se za do té doby nejvyššího počtu mužstev. Pět reprezentačních celků se utkalo jednokolovým systémem každý s každým. Druhý titul mistra Evropy zde pro sebe získali hokejisté Švédska, kteří v této nebývalé konkurenci zůstali neporaženi.

## Průběh
Pro československé hokejisty začal turnaj utkáním právě se Švédy. Ještě několik minut před koncem obhájci evropského titulu vedli, ale přesto podlehli, což je poznamenali i do dalšího utkání. V něm nečekaně prohráli s mužstvem Francie. Výhra nad domácími Belgičany alespoň československému týmu zachránila možnost bojovat o třetí místo, které si pojistilo vysokou výhrou nad opět beznadějně posledními Švýcary. V turnaji nedošlo ani jednou na nerozhodný výsledek a jakýmsi neoficiálním finále se tak stal duel dosud neporaženého Švédska s Francouzi. Francie mohla být i přes prohru se svojí premiérou na hokejovém mistrovství Evropy spokojena.

## Výsledky a tabulka
|    |           | SWE | FRA | TCH  | BEL | SUI  | V | R | P | Skóre | B |
| 1. | Švédsko   | *** | 4:3 | 4:2  | 9:1 | 6:0  | 4 | 0 | 0 | 23:6  | 8 |
| 2. | Francie   | 3:4 | *** | 2:1  | 4:1 | 4:2  | 3 | 0 | 1 | 13:8  | 6 |
| 3. | ČSR       | 2:4 | 1:2 | ***  | 3:0 | 10:3 | 2 | 0 | 2 | 16:9  | 4 |
| 4. | Belgie    | 1:9 | 1:4 | 0:3  | *** | 3:2  | 1 | 0 | 3 | 5:18  | 2 |
| 5. | Švýcarsko | 0:6 | 2:4 | 3:10 | 2:3 | ***  | 0 | 0 | 4 | 7:23  | 0 |

 Belgie -  Francie  1:4 (1:2, 0:2)
7. března 1923 (20:00) – Antverpy (Palais de Glace d‘Anvers)

Branky Belgie: 7. Henri Louette.

Branky a nahrávky Francie: 6. Robert Lacroix, 15. Léonhard Quaglia, 21. Alfred De Rauch (Philippe Payot), 1:4 Léonhard Quaglia (Alfred de Rauch).

Rozhodčí: Walter von Siebenthal (SUI)
Belgie: Paul Van den Broeck - Gaston Van Volxem, Henri Louette - Pierre van Reysschoot, Jacques van Reysschoot, André Poplimont.

Náhradníci: Paul Goeminne, Charles van den Driessche.
Francie: Robert George - Robert Lacroix, Philippe Payot - Albert Hassler, Alfred de Rauch, Léonhard Quaglia.

Náhradníci: Pierre Charpentier, Jacques Chaudron. 
 Švédsko –  Československo	4:2 (1:1, 3:1)
7. března 1923 (22:00) – Antverpy (Palais de Glace d‘Anvers)

Branky Švédska: 1:1 Einar Svensson, 2:2 Nils Molander, 3:2 Birger Holmqvist, 4:2 Einar Svensson 

Branky Československa: 0:1 Jaroslav Jirkovský, 1:2 Karel Hartmann.

Rozhodčí: Paul Loicq (BEL)

Vyloučení: Einar Svensson a Valentin Loos na 1 minutu.
ČSR: Jaroslav Řezáč – Karel Pešek, Karel Hartmann střídal Josef Šroubek – Otakar Vindyš, Jaroslav Jirkovský, Valentin Loos střídal Karel Koželuh.
Švédsko: Albin Jansson - Gustaf Johansson, Einar Lundell - Birger Holmqvist, Nils Molander, Einar Svensson.

Náhradníci: Karl Björklund (nenastoupil).
 Belgie –  Švýcarsko	3:2 (2:1, 1:1)
8. března 1923 (20:15) – Antverpy (Palais de Glace d‘Anvers)

Branky Belgie: 1:1 Henri Louette, 2:1 André Poplimont, 3:1 Henri Louette.

Branky Švýcarska: 0:1 André Boissier, 3:2 Guido Penchi.

Rozhodčí: Karel Hartmann (TCH)
Belgie: Victor Verschueren - Gaston Van Volxemm, Henri Louette - Ferdinand Rudolph, Louis de Ridder, André Poplimont.

Náhradníci: Pierre Van Reysschoot, Jacques Van Reysschoot.
Švýcarsko: Arnold Martignoni - André Boissier, Mezzi Andreossi - Guido Penchi, Walter von Siebenthal, Giannin Andreossi.

Náhradníci: Hans Koch, Fred Auckenthaler. 
 Francie -  Švédsko 3:4 (2:3, 1:1)
8. března 1923 (22:00) – Antverpy (Palais de Glace d‘Anvers)

Branky Francie: 1:1 Léonhard Quaglia, 2:1 Léonhard Quaglia, 3:4 Léonhard Quaglia.

Branky a nahrávky Švédska: 0:1 Einar Svensson, 2:2 Nils Molander, 2:3 Birger Holmqvist (Nils Molander), 2:4 Nils Molander 

Rozhodčí: Walter von Siebethal (SUI)
Francie: Robert George - Robert Lacroix, Philippe Payot - Albert Hassler,  Alfred de Rauch, Léonhard Quaglia.

Náhradníci:  Pierre Charpentier, Jean-Joseph Monnard. 
Švédsko: Albin Jansson - Gustaf Johansson, Einar Lundell - Birger Holmqvist, Nils Molander, Einar Svensson.

Náhradníci: Karl Björklund (nenastoupil).
 Francie -  Československo 2:1 (0:0, 2:1)
9. března 1923 (20:15) – Antverpy (Palais de Glace d‘Anvers)

Branky Francie: 10. Albert Hassler, 36. Léonhard Quaglia.

Branka Československa: 29. Karel Pešek.

Rozhodčí: Paul Loicq (BEL)

Vyloučení: Valentin Loos na 1 minutu.
Francie: Robert George - Pierre Charpentier střídal Robert Lacroix, Philippe Payot - Albert Hassler,  Alfred de Rauch, Léonhard Quaglia.

Náhradníci: Jean-Joseph Monnard. 
ČSR: Jaroslav Stránský – Karel Pešek střídal Karel Hartmann, Josef Šroubek – Otakar Vindyš, Jaroslav Jirkovský, Karel Koželuh střídal Valentin Loos. 
 Švýcarsko	-  Švédsko 0:6 (0:3, 0:3)
9. března 1923 (22:10) – Antverpy (Palais de Glace d‘Anvers)

Branky a nahrávky Švédska: 0:1 Einar Svensson, 0:2 Einar Svensson, 0:3 Einar Lundell, 0:4 Birger Holmqvist, 0:5 Einar Svensson, 0:6 Einar Svensson.

Rozhodčí: Robert Lacroix (FRA)
Švýcarsko: Arnold Martignoni - André Boissier, Mezzi Andreossi - Alexander Spengler, Guido Penchi, Walter von Siebenthal.

Náhradníci: Hans Koch, Giannin Andreossi.
Švédsko: Albin Jansson - Gustaf Johansson, (1. - 20.) Einar Lundell (21. - 40.) Birger Holmqvist - (1. - 20.) Birger Holmqvist (21. - 40.) Karl Björklund, Nils Molander, Einar Svensson.
 Belgie -  Československo 0:3 (0:2, 0:1)
10. března 1923 (20:00) – Antverpy (Palais de Glace d‘Anvers)

Branka Československa: 0:1 Josef Maleček, 0:2 Valentin Loos, 0:3 Valentin Loos (Karel Koželuh).

Rozhodčí: Albin Jansson (SWE)

Vyloučení: André Poplimont, Gaston Van Volxem oba na 1 minutu.
Belgie: Victor Verschueren - Gaston Van Volxem, Louis de Ridder - Paul Goeminne, Henri Louette, André Poplimont.

Náhradníci: Pierre Van Reysschoot, Jacques Van Reysschoot.
ČSR: Jaroslav Stránský – Otakar Vindyš, Karel Hartmann  – Karel Koželuh, Valentin Loos, Jaroslav Jirkovský.

Náhradníci: Josef Maleček, Karel Pešek.
 Francie -  Švýcarsko 4:2 (1:2, 3:0)
10. března 1923 (22:00) – Antverpy (Palais de Glace d‘Anvers)

Branky a nahrávky Francie: 1:2 Léonhard Quaglia, 2:2 Léonhard Quaglia, 3:2 Léonhard Quaglia (Robert Lacroix), 4:2 Léonhard Quaglia.

Branky Švýcarska: 0:1 Guido Penchi, 0:2 Walter von Siebenthal.

Rozhodčí: Paul Loicq (BEL)
Francie: Robert George - Pierre Charpentier, Philippe Payot - Albert Hassler, Alfred de Rauch, Léonhard Quaglia.

Náhradníci: Robert Lacroix, Jean-Joseph Monnard. 
Švýcarsko: Arnold Martignoni - André Boissier, Mezzi Andreossi - Walter von Siebenthal, Guido Penchi, Fred Auckenthaler.

Náhradníci: Giannin Andreossi, Alexander Spengler. 
 Švýcarsko	-  Československo 3:10 (3:8, 0:2)
11. března 1923 (20:20) – Antverpy (Palais de Glace d‘Anvers)

Branky Švýcarska: 1:2 Walter von Siebenthal, 2:4 Guido Penchi, 3:6 Fred Auckenthaler.

Branky a nahrávky Československa: 0:1 Josef Šroubek, 0:2 Josef Maleček, 1:3 Karel Hartmann, 1:4 Karel Pešek, 2:5 Josef Maleček, 2:6 Josef Maleček, 3:7 Josef Šroubek, 3:8 Josef Maleček, 3:9 Karel Pešek, 3:10 Valentin Loos (Josef Šroubek).

Rozhodčí: Paul Loicq (BEL)
Švýcarsko: Arnold Martignoni - André Boissier, Mezzi Andreossi - Guido Penchi, Walter von Siebenthal, Giannin Andreossi.

Náhradníci: Hans Koch, Fred Auckenthaler.
ČSR: Jaroslav Stránský – Karel Hartmann, Karel Pešek – Josef Šroubek, Josef Maleček,  Valentin Loos.

Náhradníci: Otakar Vindyš, Karel Koželuh.
 Belgie -  Švédsko 1:9 (0:4, 1:5)
11. března 1923 (22:00) – Antverpy (Palais de Glace d‘Anvers)

Branka Belgie: 1:4 Henri Louette.

Branky a nahrávky Švédska: 0:1 Nils Molander, 0:2 Nils Molander, 0:3 Birger Holmquist, 0:4 Nils Molander (Einar Svensson), 1:5 Gustaf Johansson (Nils Molander), 1:6 Nils Molander, 1:7 Einar Lundell, 1:8 Einar Lundell, 1:9 Nils Molander

Rozhodčí: Karel Hartmann (TCH)

Diváků: 1 500
Švédsko: Albin Jansson - Gustaf Johansson, Einar Lundell - Birger Holmqvist, Nils Molander, Einar Svensson.

Náhradník: Karl Björklund.
Belgie: Victor Verschueren - Paul Goeminne, Gaston Van Volxem - Louis de Ridder, Henri Louette, André Poplimont.

Náhradník: Pierre Van Reysschoot, Jacques Van Reysschoot.

## Soupisky
1.  Švédsko

Brankář: Albin Jansson.

Obránci: Einar Lundell, Georg Johansson-Brandius.

Útočníci: Einar Svensson, Birger Holmqvist, Karl Björklund, Nils Molander, Torsten Tegner, Gustaf Johansson.
2.  Francie

Brankář: Robert George.

Obránci: Pierre Charpentier, André Charlet, Jacques Chaudron, Philippe Payot.

Útočníci: Alfred de Rauch, Albert Hassler, Robert Lacroix, Jean-Joseph Monnard, Léonhard Quaglia.
3.  Československo

Brankáři: Jaroslav Stránský, Jaroslav Řezáč.

Obránci: Otakar Vindyš, Karel Pešek, Valentin Loos.

Útočníci: Josef Šroubek, Jaroslav Jirkovský, Josef Maleček, Karel Hartmann, Karel Koželuh, Jaroslav Hamáček, Miloslav Fleischmann.
4.  Belgie

Brankář: Victor Verschueren, Paul Van den Broeck.

Hráči: Paul Goeminne, Gaston van Volxem, Henri Louette, Louis de Ridder, André Poplimont, Pierre van Reysschoot, Jacques van Reysschoot, Charles van den Driessche.
5.  Švýcarsko

Brankář: Arnold Martignoni

Hráči: Munrezzan Andreossi, Zacharias Andreossi, Fred Auckenthaler, Andre Boissiers, Hans Koch, Giuseppe Penchi, Walter von Siebenthal.